# Fredriksskans, Gävle
Fredriksskans var en tidigare skans utanför Gävle vid sundet mellan Inre- och Yttre fjärden.
Till "värn emot Juten" byggdes 1612 ett blockhus på en liten holme i sundet mellan inre och yttre Gävlefjärdarna, som därefter fick namnet Blockhusharen. Blockhuset omnämnes ej efter 1650. 
År 1717 anlades på Blockhusharen en skans, som till en början lär ha kallats Hugoskans efter dåvarande landshövdingen Hugo Hamilton (1655-1724). Redan i början av juli samma år, då den var så gott som färdig samt bestyckad med tio kanoner, fick den emellertid namnet Fredriksskans. I början av augusti besköts från skansen en rysk flottilj, vilket fick till följd att denna avstod från sitt försök att framtränga till Gävle. Under sommaren 1720 förbättrades skansen, och tack vare densammas befintlighet seglade ryssarna på våren 1721 förbi Gävlebukten. Den provisoriskt byggda skansen började hastigt förfalla, men iståndsattes 1727-28. 
Vid början av Gustav III:s ryska krig överfördes Fredriksskans besättning och bestyckning till Vaxholm, men Gävle borgare skaffade då ny bestyckning och ditlade annan besättning samt satte upp "ett formidabelt batteri" på Holmudden vid norra inloppet, under det att det södra inloppet gjordes ofarbart. År 1808 lät kronan grundligt reparera och förstärka skansen. År 1863 bortfördes bestyckningen och indrogs besättningen. År 1892 överläts Fredriksskans till staden Gävle, som för sin nya hamnbyggnad lät rasera skansen 1902. På dess plats uppställdes en 4 1/2 meter hög minnessten av röd Norrtäljegranit med inskrift under en i brons gjuten reliefbild av skansen. 
En modell av Fredriksskans finns på armémuseum (se bild ovan). Modellen fanns tidigare i  fortifikationsarkivet.
Andra kompaniet vid Norrlands artilleriregemente (A 4) i Östersund, benämndes Fredriksskans kompani.